# Église Saint-Marc d'Užice
Pour les articles homonymes, voir Église Saint-Marc.
L'église Saint-Marc d'Užice (en serbe cyrillique : Црква Светог Марка у Ужицу ; en serbe latin : Crkva Svetog Marka u Užicu) est une église orthodoxe serbe située à Užice et dans le district de Zlatibor en Serbie. Elle est inscrite sur la liste des monuments culturels de grande importance de la république de Serbie (identifiant no SK 373).

## Présentation

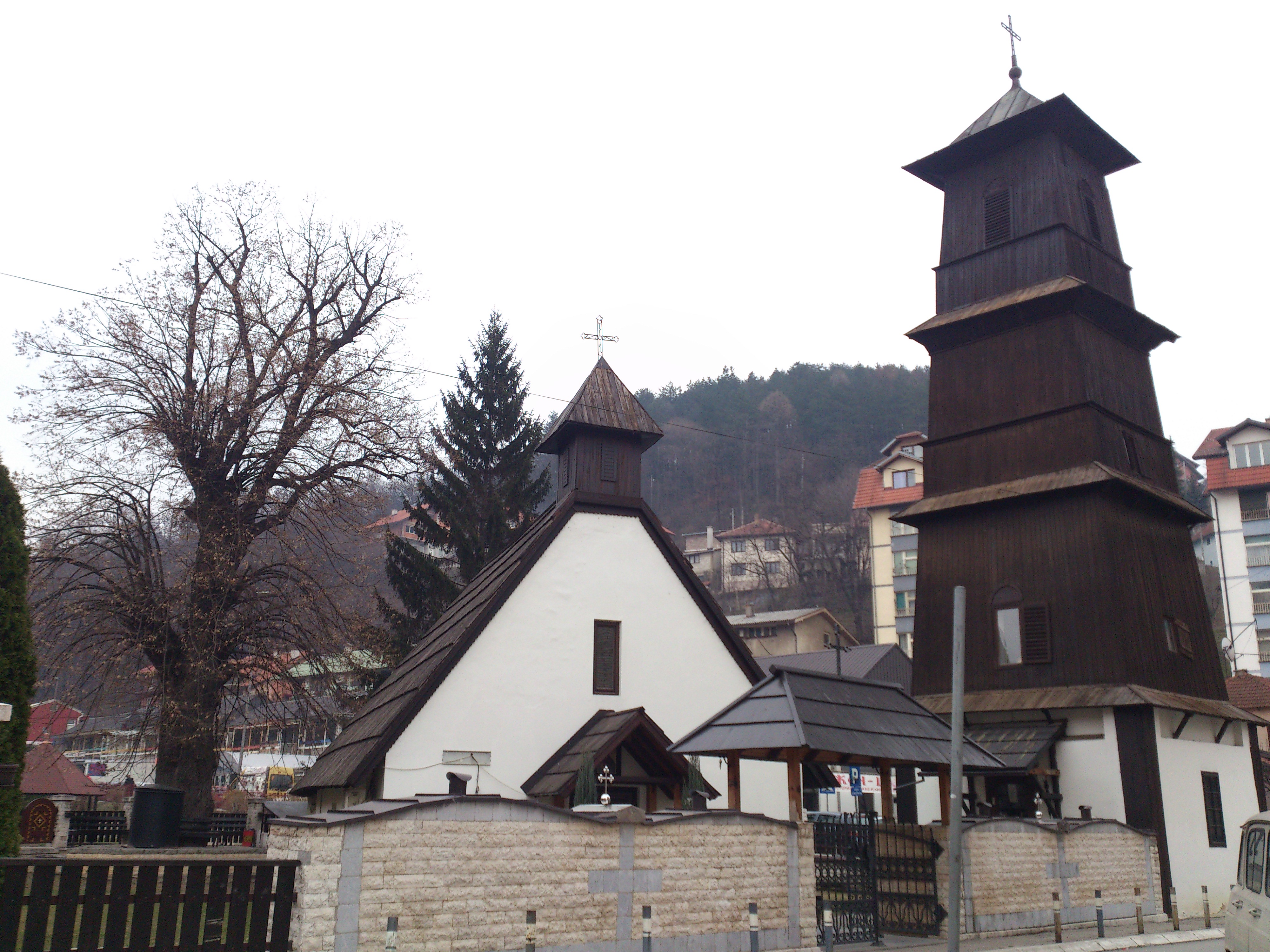
Autre vue de l'église.

L'église a été construite en 1828 sur les fondations d'une petite église en bois remontant aux années 1730. À l'origine, elle ne comprenait que la nef prolongée par une abside polygonale ; mais, en 1831-1832, un narthex avec une galerie lui a été ajouté. L'église est constituée de pans de bois et est dotée d'un toit pentu recouvert de bardeaux ; la façade occidentale est dominée par un petit clocher en bois,. Certains éléments de décoration, notamment ceux de la porte nord et ceux de la barrière entre le narthex et la nef, traduisent une influence de l'architecture islamique.
Après la construction de la nouvelle église Saint-Georges (1842-1844), l'église Saint-Marc a été désertée. En revanche, en 1885–1890, l'église a été restaurée et un nouveau clocher en bois a été érigé, haut de 22 m, réalisé par des artisans d'Užice.
L'église abrite une riche collection d'icônes, dont une œuvre du XVIe siècle représentant le Christ pantocrator peint sur un fond d'or et caractéristique du style « italo-crétois » de cette période ; de la même époque datent aussi une Mère de Dieu à l'Enfant et un petit Saint Jean. L'église abrite également des éléments de l'ancienne iconostase peinte par Simeon Lazović ; la nouvelle iconostase a été peinte en 1851, probablement par Dimitrije Posniković. Parmi les trésors de l'église figurent une collection de gravures du XVIIe au XIXe siècle et des objets liturgiques divers réalisés par des orfèvres d'Užice.